# Azulejo

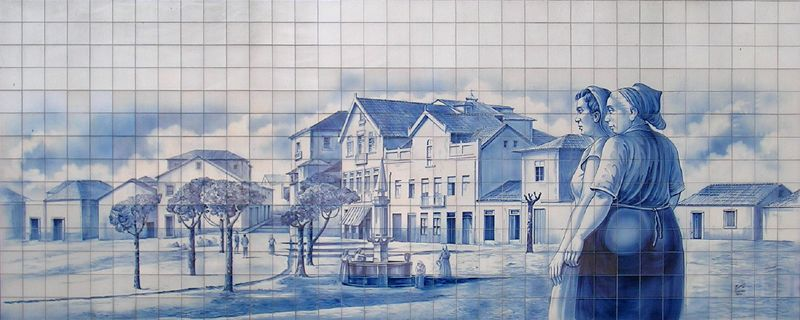
Fotografia wykonanego z azulejo panelu na placu José da Costa, Oliveira de Azeméis, Portugalia

Azulejo – cienkie ceramiczne płytki, najczęściej kwadratowe, pokryte nieprzepuszczalnym i błyszczącym szkliwem. Powierzchnia azulejo jest jedno lub wielokolorowa, gładka lub z fakturą. Płytek azulejo używano jako elementów mozaik składających się z wielu, czasem ponad kilku tysięcy elementów, pokrywających całe ściany, oraz jako oddzielnych kompozycji dekoracyjnych.
Motywy wykonywane z azulejo miały postać scen historycznych, mitologicznych, ikonografii religijnej, oraz całej gamy elementów dekoracyjnych zarówno geometrycznych, jak i roślinnych. Mozaiki bardzo często pokrywały całe ściany i podłogi w pałacach, ogrodach, kościołach, klasztorach, a także mieszkaniach czy miejscach użyteczności publicznej.
Płytki azulejo o bardzo różnych kształtach i kolorystyce stały się najbardziej charakterystycznym środkiem wyrazu i najbardziej ekspresyjnym rodzajem sztuki, głównie portugalskiej, rozwijanym i używanym przez ponad pięćset lat, ale także sztuki hiszpańskiej, choć w mniejszym stopniu. Azulejo stały się czymś więcej niż tylko atrakcyjnym elementem dekoracyjnym. Wykonane z taniego materiału płytki stanowiły najlepszy sposób na podniesienie estetyki budynków, a także nadanie im niepowtarzalnego wyglądu, a przede wszystkim zapewnienia higieny wnętrz.
Obecnie ze względu na dekoracyjne własności i odporność na wodę, płytki azulejo stosuje się do wykładania ścian kuchni, łazienek, oraz innych pomieszczeń narażonych na wilgoć.

## Terminologia i technika produkcji azulejo

### Podział ze względu na typ produkcji

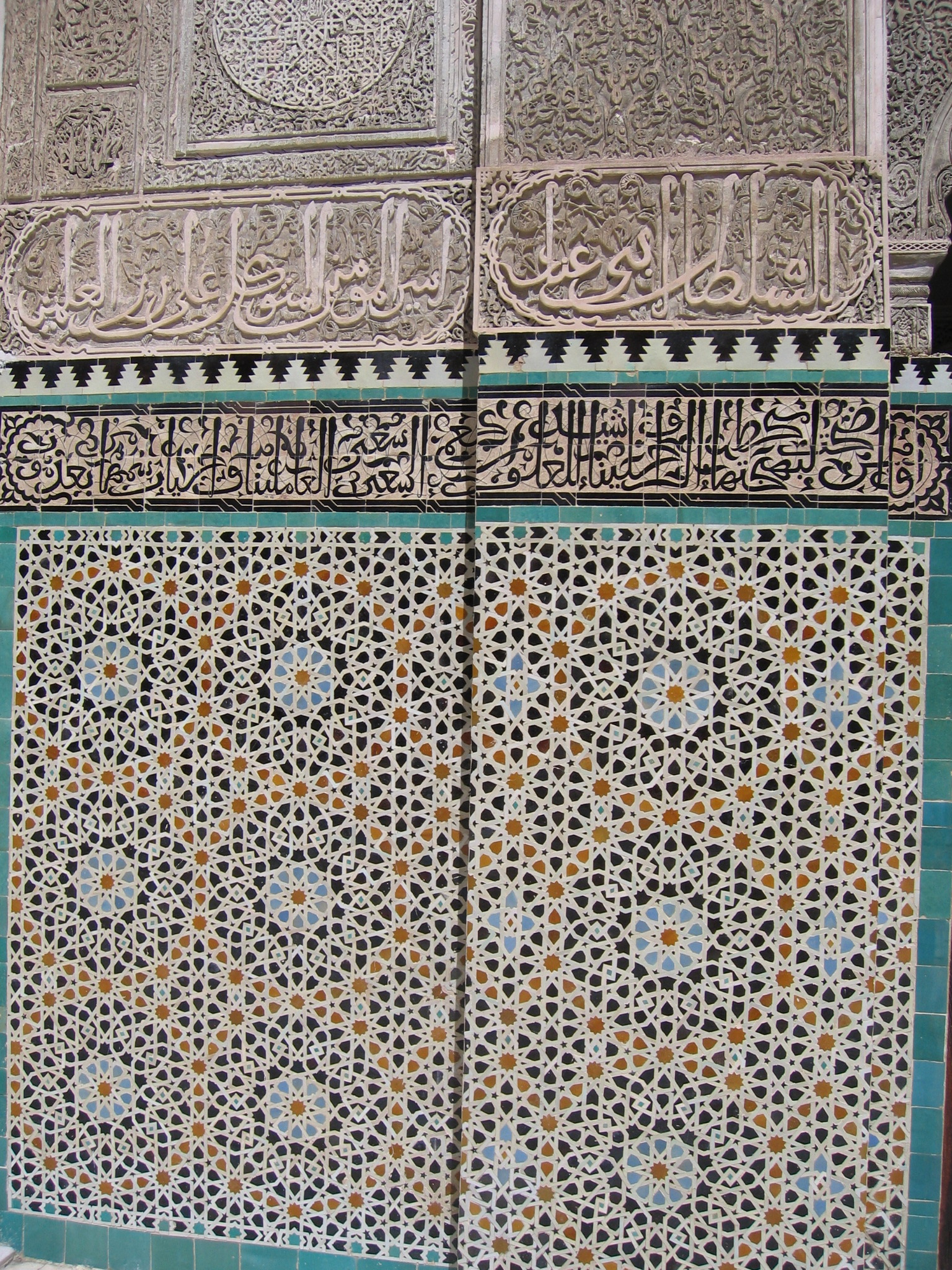
Mozaika ścienna z azulejo w Fezie, Maroko.

- Azulejo mudéjar (hiszpańsko-mauretańskie)

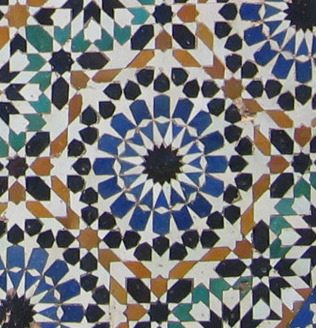
Mozaika z azulejo w El-Hedine, Maroko

Technika produkcji azulejo została opracowana i wprowadzona na Półwysep Iberyjski przez Maurów. Początkowo mozaiki przedstawiały wzory geometryczne, ale po upowszechnieniu się tej techniki w Hiszpanii także motywy roślinne, a celem ich układania była chęć ożywienia i urozmaicenia monotonnych powierzchni nazywana horror vacui – wstrętem do pustki.
Technika pokrywania płytek trwałym i jednorodnym szkliwem polegała na powlekaniu ich płynną zawiesiną tlenków metali. W celu uzyskania różnych barw szkliwa stosowano tlenki kobaltu dla barwy niebieskiej, miedzi dla zielonej, manganu dla brązowej i czarnej, żelaza dla żółtej i cyny dla białej. W celu nałożenia drugiej warstwy szkliwa układano płytki poziomo na specjalnych stojakach i wypalano. Gotowe azulejo posiadały trzy charakterystyczne punkty powstałe w miejscach podparcia płytek, które są obecnie jednym z kryteriów oceniania ich autentyczności.
Początkowo płytki nie miały określonych rozmiarów, ale od XVI do XIX wieku głównie ze względu na wzrost produkcji, znormalizowano rozmiary hiszpańskich i portugalskich płytek, nadając im formę kwadratów o boku od 13,5 do 14,5 cm.
Alicatado: technika układania mozaik polegająca na cięciu przy pomocy obcęgów płytek azulejo na kawałki o różnych kształtach i rozmiarach. Każdy kawałek jest w jednym kolorze i tworzy część mniej lub bardziej skomplikowanego wzoru. Technika ta była bardzo popularna w XVI i XVII wieku, ale ze względu na dużą pracochłonność została zastąpiona przez nowocześniejsze techniki.
Corda seca: technika, która pierwotnie opracowana w XIV wiecznej Persji skąd przywędrowała na Półwysep Iberyjski na przełomie XV i XVI wieku polegała na malowaniu płytek na więcej niż jeden kolor. Aby kolory na płytce nie zlewały się podczas malowania i wypalania, barwniki były rozpuszczane nie w wodzie, ale w mieszaninie manganu, oleju lnianego i innych tłuszczów.
Aresta (lub Cuenca): technika polegająca na odciskaniu metalowym lub drewnianym stemplem, kształtów w mokrej glinie, z której wytwarzano płytki, w celu odseparowania kolorów i przeciwdziałania mieszaniu się barwników. Odciśnięcie kształtów powodowało powstanie ostrych krawędzi (małych ścianek) zapobiegających rozlewaniu się farby. Takie uproszczenie procesu spowodowało spadek cen płytek, oraz dało możliwość tworzenia nowych, bardziej skomplikowanych wzorów. Technika ta była najpopularniejsza w Sewilli i Toledo, dwóch największych centrach produkcji azulejo, a także w Portugalii, gdzie opracowano płytkę z wysokim reliefem (azulejo relevado) i standardowym wzorem winorośli. Bardzo rzadką odmianą azulejo były płytki typu „lustre”, o lustrzanej powierzchni pokrytej srebrem lub brązem, które nanoszono w piecu w trzykrotnie niższej temperaturze niż wypalało się szkliwa.
- Majolika[3]

Włoska technika, która pojawiła się na Półwyspie Iberyjskim w połowie XVI stulecia. Pochodzenie słowa majolika jest dość niejasne, przypuszcza się jednak, że wywodzi się ono od nazwy wyspy i portu Majorka, dużego eksportera azulejo, lub pojęcia Opera di Mallica, którym od XV wieku określano włoskie towary eksportowane z Malagi. Z kolei używana od XVII wieku nazwa fajans pochodzi od włoskiego miasta Faenza, gdzie pierwszy raz wyprodukowano ten rodzaj ceramiki.
Technika wytwarzania majoliki zrewolucjonizowała również produkcję azulejo, pozwalając na łatwiejsze malowanie wprost na szkliwie. Po pierwszym wypalaniu na powierzchnię płytki nakładano bazę emalii w postaci gęstego mlecznobiałego roztworu minerałów i metali (cyny, tlenków ołowiu, piasku kwarcowego, soli i topników), z której powstawała druga warstwa szkliwa. Zastosowanie tlenków cyny pozwalało na uzyskanie półprzezroczystego białego szkliwa, na które nanoszono pigmenty z tlenków metali, pozwalające uzyskać pięć kolorów: kobaltowy niebieski, brązowy zielony, manganowy brunatny, antymonowy żółty i żelazowy czerwony (najtrudniejszy do uzyskania). Rozpuszczone pigmenty bardzo szybko wsiąkały w powierzchnię podczas malowania, co uniemożliwiało późniejsze korygowanie wzoru i zmuszało malującego pracownika do bardzo szybkiego nanoszenia rysunku. Następnie płytki były wypalane w temperaturze co najmniej 850 °C i dopiero po zakończeniu tego procesu ujawniał się kolor naniesionego na nie wzoru.
- Półprzemysłowe azulejo

W XIX wieku wprowadzono półprzemysłowe techniki produkcji azulejo (opisane poniżej).

### Techniki zdobnicze
- Azulejo aerografado (lub zdobienie w trzecim wypalaniu): nanoszenie wzoru przy pomocy aerografu poprzez cynkowy szablon. W portugalskiej Fábrica de Sacavém wykorzystywano tę technikę zdobniczą w epoce Art déco.

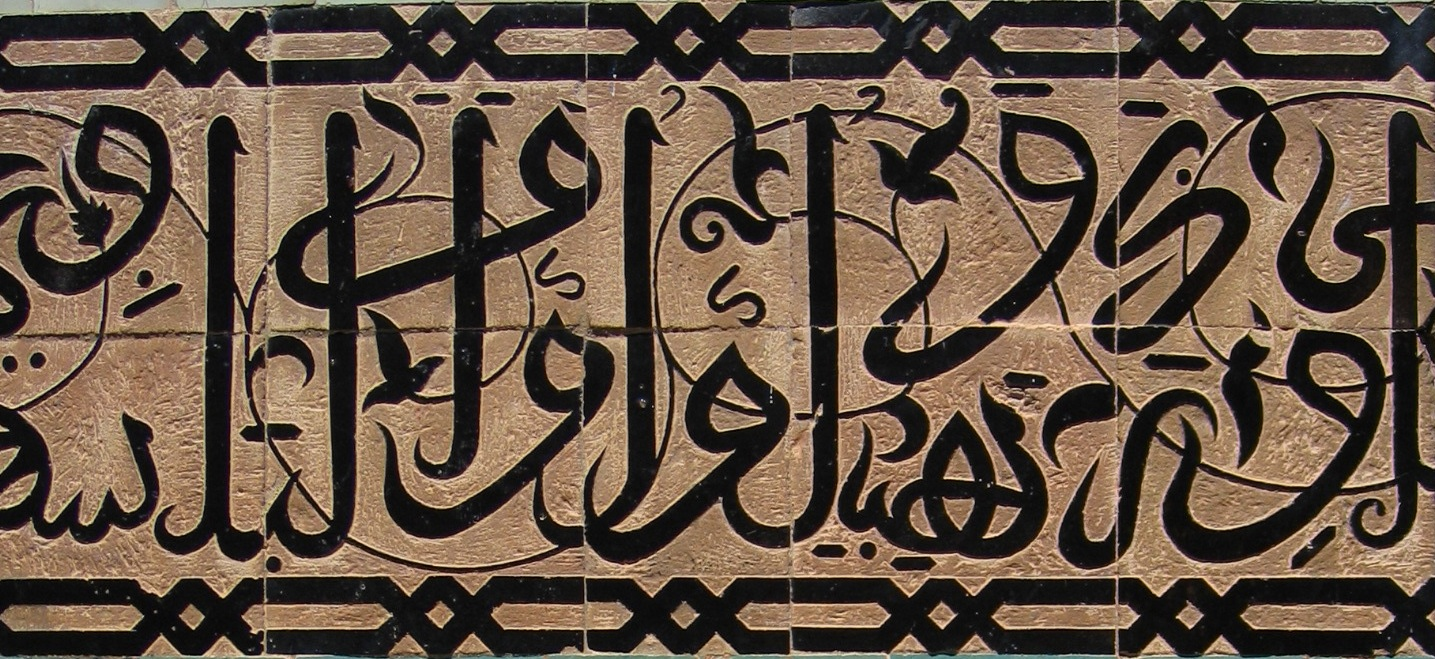
Azulejo esgrafitado z ornamentem arabeską, Meknes, Maroko

- Azulejo esgrafitado: technika zdobnicza polegająca na usuwaniu wierzchniej warstwy szkliwa przez wydrapywanie ostrym narzędziem, a następnie wypełnieniu tak powstałego wzoru czarnym bitumem lub białym wapnem.
- Azulejo esponjado: nanoszenie barwnika na powierzchnię płytek przy pomocy gąbki lub pędzla, dla uzyskania faktury skały. Technika opracowana w XVIII stuleciu i stosowana głównie na płytkach do pokrywania schodów.
- Azulejo estampado: drukowana płytka zdobiona nanoszonymi na powierzchnię szkliwa wzorami lub kalkomanią.
- Azulejo estampilhado: zdobienie płytek poprzez odciskanie na nich wzoru przy pomocy rzeźbionego stalowego stempla z farbą.
- Decoração ao grande fogo: „dekorowanie w wysokiej temperaturze”, zdobienie szkliwa płytek po pierwszym wypaleniu i powtórne wypalanie w temperaturze 800 °C.
- Decoração ao fogo de mufla: „dekorowanie w średniej temperaturze”, nanoszenie wzoru na płytki bez szkliwa lub ze szkliwem i powtórne wypalanie w średniej temperaturze.

### Tematyka i rodzaj zdobienia

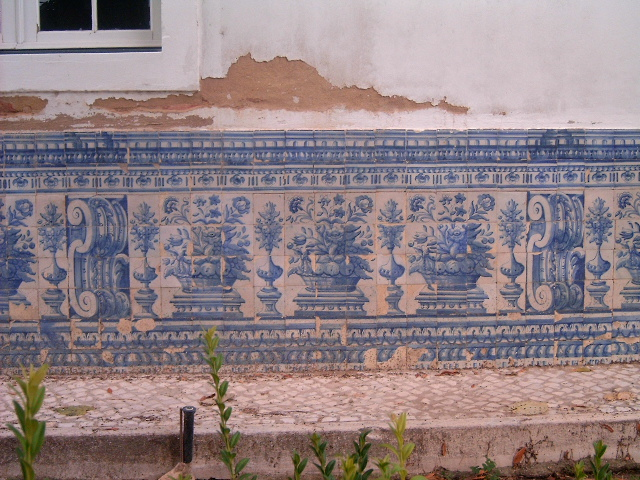
Mozaika albarrada z motywem kwiatowym na cokole budynku Casa dos Patudos w Alpiarça

- Albarrada[4] (od arabskiego słowa albarrello oznaczającego wazę z dwoma uszami lub dzban na wodę): azulejo, które pojawiły się w XVII wieku jako pojedyncze elementy zdobnicze, a od XVIII wieku stosowane jako motywy powtarzalne, przedstawiające najczęściej kwiaty w dzbanach, wazonach, koszach, wazach lub czarach wzbogacone dodatkowymi elementami (sylwetki dzieci, ptaków, delfinów). Ze względu na powtarzalność wzoru stosowano ten typ mozaiki do zdobienia cokołów budynków lub ścian ogrodów, ale także ścian klasztorów i budynków sakralnych. Symboliką wazonu z kwiatami była doskonałość duszy, jak pisał portugalski mnich Juan de la Cruz, kwiaty symbolizują doskonałość duszy, a bukiet kwiatów, doskonałość duchową[5].
- Alminha: panele azulejo o niewielkich rozmiarach lub jako element samodzielny, przedstawiające sceny alegoryczne najczęściej dusze w czyśćcu. Często na płytkach malowano również inicjały P.N. (od Padre Nosso – Ojcze nasz) lub A.V. (od Ave Maria).
- Atlante: mozaika w stylu starożytnym przedstawiająca sylwetkę męską, używana w XVII i XVIII wieku zamiast figur na kolumnach.
- Azulejo enxaquetado: tworząca szachownicę mozaika składająca się z płytek o kontrastowych kolorach, stosowana w Portugalii od XVI do połowy XVII wieku.
- Azulejo de figura avulsa: każda płytka azulejo przedstawiała osobną kompozycję (kwiat, zwierzę itp. lub fragment bardziej skomplikowanej sceny). W Portugalii najczęściej produkowano tego typu płytki w XVIII wieku. Malowany na nich wzór był wyłącznie koloru niebieskiego z ozdobnymi elementami na krawędziach, które pełniły funkcję pewnego rodzaju optycznego łącznika pomiędzy płytkami. Najczęściej układano je w kuchniach i na klatkach schodowych, także w obiektach sakralnych oraz innych budynkach. Azulejo tego typu były popularne w epoce Nowego Państwa (Estado Novo) na początku drugiej połowy XX wieku. Bardziej skomplikowane kompozycje tego typu układano z płytek holenderskich.

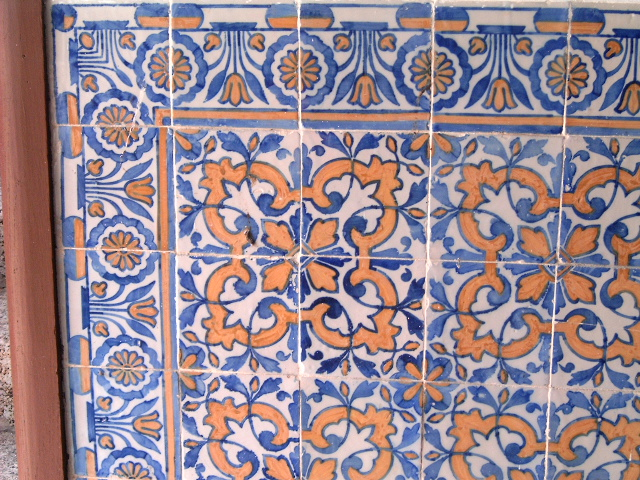
Fragment standardowego azulejo na ścianie Paço de São Cipriano w Tabuadelo

- Azulejo de padrão: „standardowe azulejo” płytki ułożone w powtarzający się deseń złożony z kwadratów od 2 × 2 do 12 × 12 płytek, które przybierają formę dywanu.
- Azulejo de tapete: „azulejo – dywan”, mozaiki układane w bardzo dużej liczby płytek, pokrywające duże powierzchnie. Krawędzie mozaiki często zakańczano fryzami lub kontrastowymi pasami upodabniającymi całą kompozycję do dywanu. Najczęściej wykorzystywano je jako pokrycie ścian kościołów i klasztorów, wplatając w powtarzający się wzór obrazy wotywne przedstawiające sceny z życia świętych lub Chrystusa.
- Balaústre: kolumienka używana jako dekoracyjny element balustrad. Mozaiki tego typu układano głównie w XVIII wieku w celu uzyskania efektu przestrzennego.
- Barra: „pas” – poziomy lub pionowy pas wykonany z dwóch lub więcej sąsiadujących ze sobą linii płytek azulejo dla uzyskania określonego efektu dekoracyjnego. W tym samym celu stosuje się kompozycję cercadura w postaci pasa z tylko jednej linii azulejo. Z kolei faixa jest pasem z połówek płytek azulejo (o kształcie prostokąta) i była używana jako obramowanie mozaiki.
- Cartela: sposób dekoracji, który osiągnął największą popularność w baroku. Przy pomocy tej metody przedstawiano scenę lub konkretny obraz otoczony ramką zdobioną ornamentami roślinnymi, mającą za zadanie optyczne odseparowanie obrazu od otaczających go elementów. Często ramka miała postać tarczy lub zwoju pergaminu.
- Figura de convite: „witająca postać” – charakterystyczna w XVIII i XIX wieku mozaika przedstawiająca umieszczaną naprzeciw wejścia domów szlacheckich (na ganku, na podeście schodów) osobę (lokaja, kobietę, wojownika itd.), którą wykonywała zapraszający gest w kierunku mieszkania lub domu. Była symbolem bogactwa, siły i arystokratycznego pochodzenia mieszkańców. Postacie były naturalnej wielkości i układano je od samej podłogi. Mozaiki te pojawiły się po raz pierwszy około 1730 roku i są charakterystycznymi dla sztuki portugalskiej motywami, unikalnymi w skali świata. Inspiracją do ich powstania były prawdopodobnie postacie teatralne, a pierwszym, który stworzył dzieło tego typu, był anonimowy artysta podpisujący się inicjałami P.M.P[5]

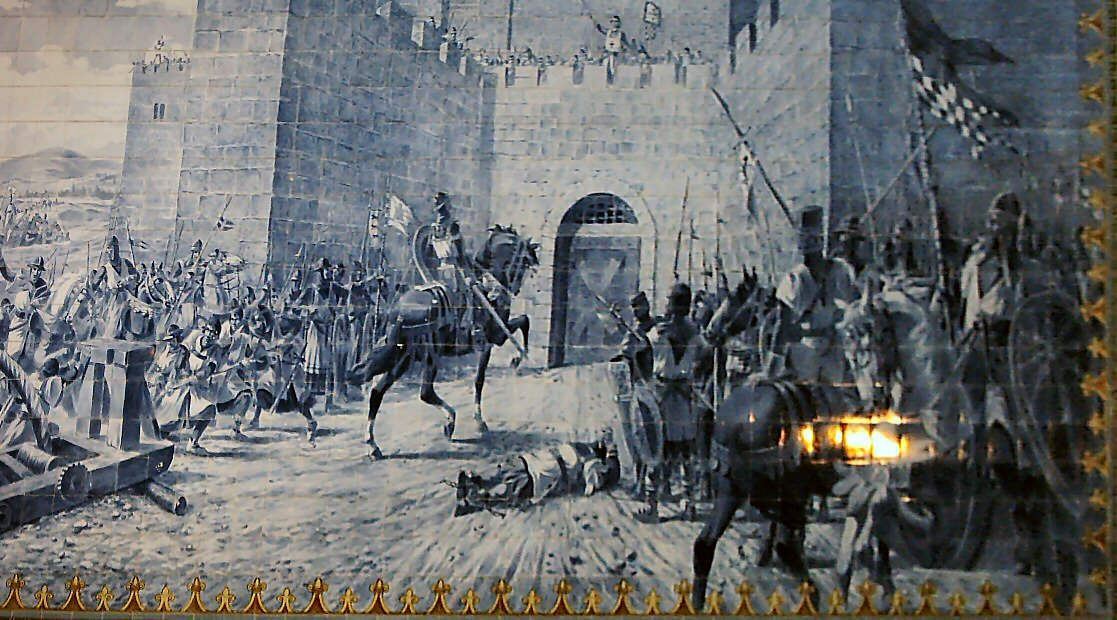
Historyczny panel przedstawiający mury zamku de Torres Novas, autorstwa Gila Paisa, Torres Novas

- Painéis historiados: „panel historyczny”, przedstawiający wydarzenie historyczne, scenę mitologiczną, religijną lub z życia codziennego.
- Silhar: długa kompozycja, pokrywająca ściany od podłogi na wysokość 10 do 12 płytek.

### Określenia dodatkowe
- Alicer (lub tacelo): jednokolorowy mały element używany jako forma dekoracji w kompozycji płytek.
- Biscoito (lub chacota): określenie płytek, które jeszcze nie zostały pokryte szkliwem.
- Trempe: mały trójnóg, który zapewniał optymalne wykorzystanie przestrzeni pieca do wypalania azulejo.
- Tardoz: druga strona płytki, która nie była pokryta szkliwem i służyła do przyklejania do ściany.

## Pochodzenie i ekspansja azulejo

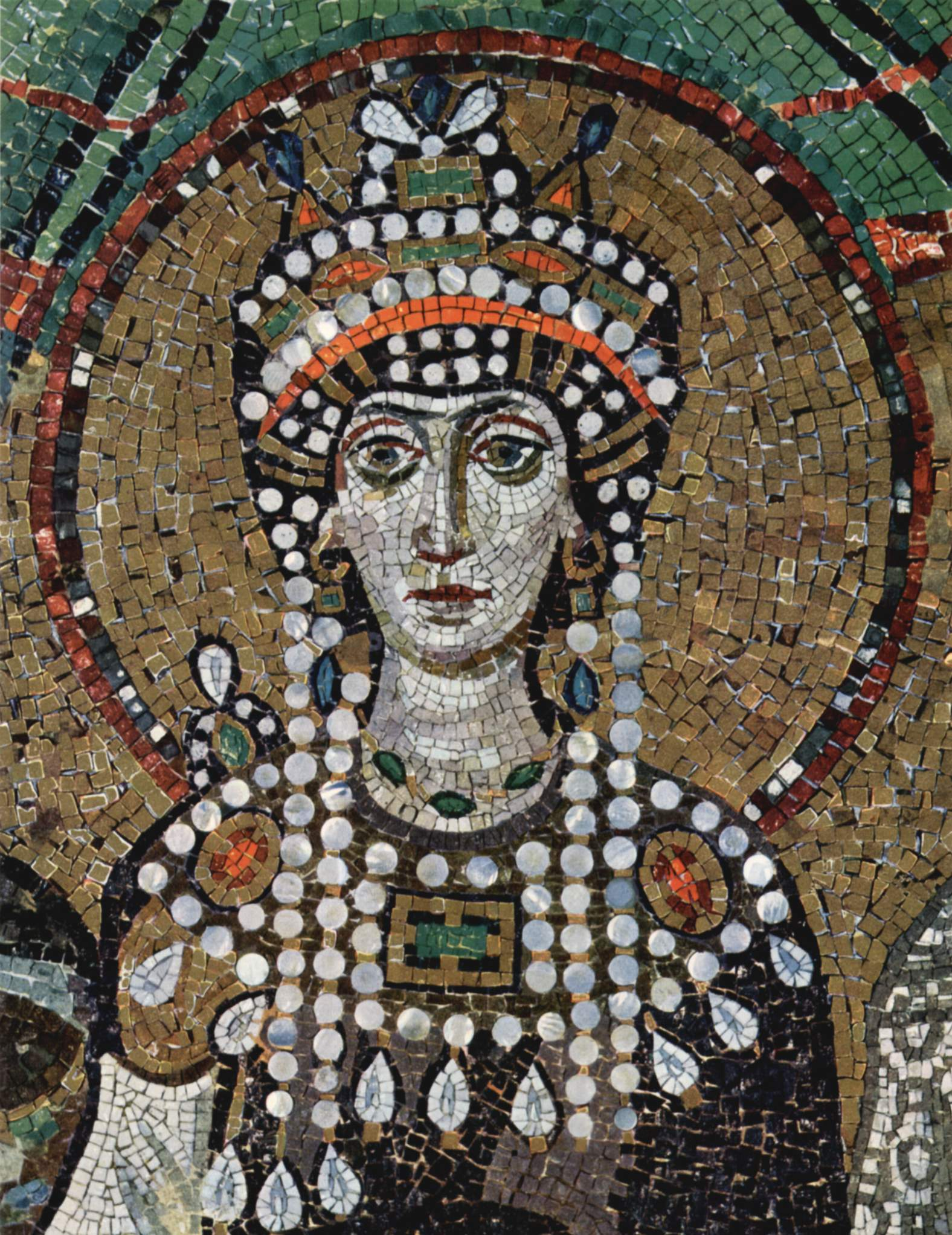
Mozaika bizantyjska (około 547 roku), w kościele San Vitale w Rawennie, Włochy

Nazwa azulejo pochodzi prawdopodobnie od arabskiego słowa azzelij (lub al zuleycha, al zuléija, al zulaiju, al zulaco) oznaczającego mały gładki kamień, które było używane w odniesieniu do mozaik bizantyjskich spotykanych na Bliskim Wschodzie. Równie popularna jest teoria o genezie nazwy azulejo od hiszpańskiego i portugalskiego słowa azul oznaczającego kolor niebieski, pochodzącego z kolei od perskiego لاژورد: lazhward – lapis lazuli). Duża część produkowanych w Portugalii azulejo była właśnie niebieska i prawdopodobnie stąd wywodzi się ta teoria.
Płytki do tworzenia mozaik zaczęto stosować już w starożytności, od czasów starożytnego Egiptu poprzez Mezopotamię, technika produkcji płytek szeroko rozprzestrzeniła się wraz z kulturą Islamu najpierw w Afryce północnej, docierając do śródziemnomorskich krajów Europy, a zwłaszcza na Półwysep Iberyjski, który pozostawał pod panowaniem Maurów do XIV wieku. Arabowie nabyli wiedzę na temat szkliwienia płytek dzięki chińskiej porcelanie, która docierała jedwabnym szlakiem do bliskowschodnich centrów artystycznych. Obecność Maurów na Półwyspie Iberyjskim spowodowała, dzięki muzułmańskim rzemieślnikom, rozprzestrzenienie się i udoskonalenie technik produkcji azulejo, między XI a XVI wiekiem, głównie w Maladze, Walencji (Manises, Paternal) i Talavera de la Reina, oraz największym centrum produkcji płytek w Sewilli. Na przełomie XV i XVI wieku technologia produkcji azulejo dotarła do Portugalii, kraju z długą tradycją w dziedzinie wyrobu ceramiki. Początkowo płytki importowano z Hiszpanii, ale po rozpoczęciu własnej produkcji, która charakteryzowała się bardzo wysoką jakością, rozpoczęto ich sprzedaż nie tylko na rynkach krajowych, ale także poza granice, głównie do kolonii portugalskich Brazylii, Afryki i Indii.
Ze względu na duże własności dekoracyjne azulejo zaczęto ich używać także w krajach europejskich, głównie Holandii, a w mniejszym stopniu także we Włoszech i Anglii, ale w żadnym z tych krajów azulejo nie osiągnęło takiej popularności i wielkości produkcji jak w Portugalii, stając się niemal narodową sztuką tego państwa.

## Azulejo w Hiszpanii

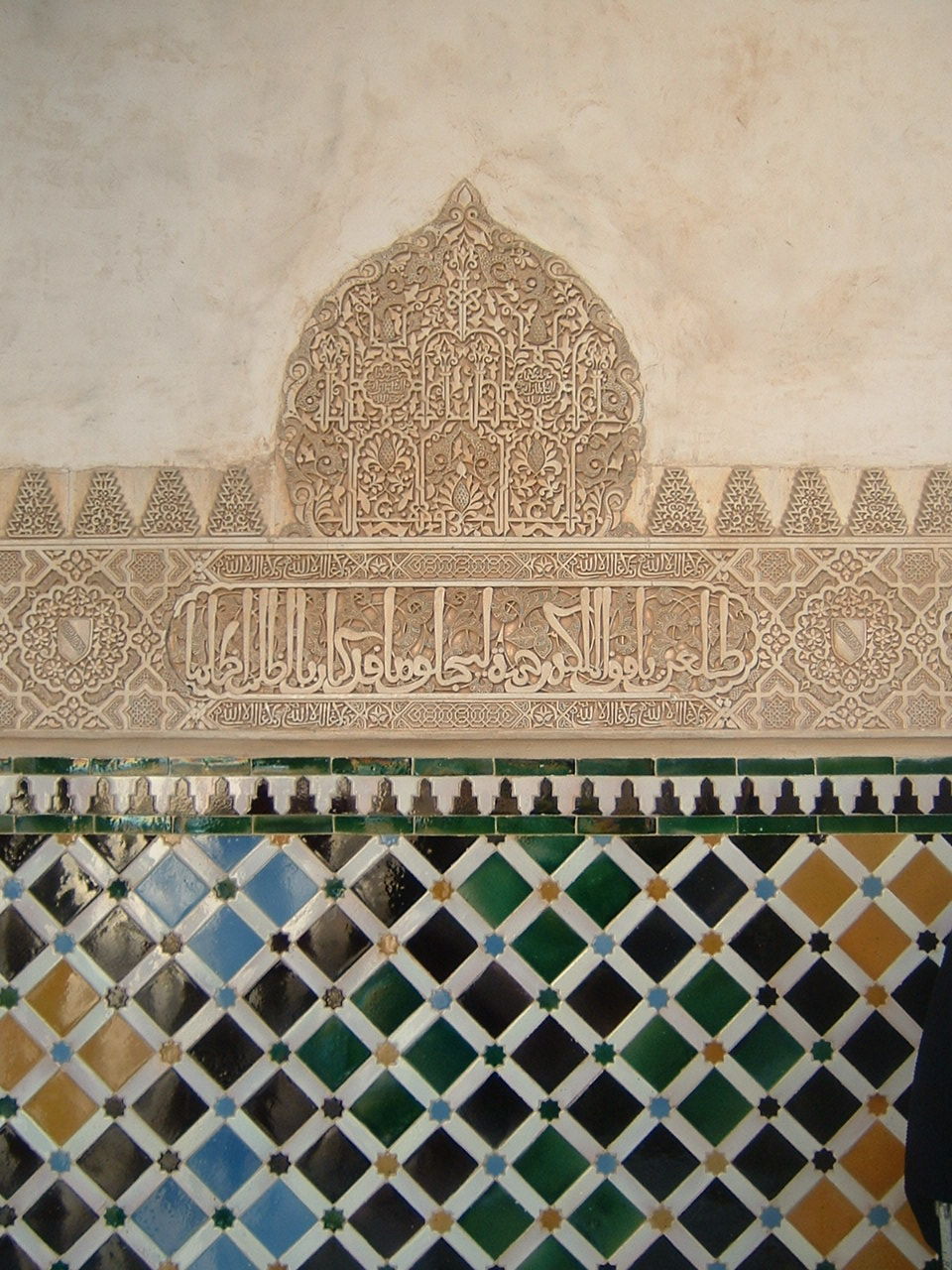
Mozaika w twierdzy Alhambra w Granadzie

Na Półwyspie Iberyjskim wytwarzano ceramikę na długo przed przybyciem Maurów. Już we wczesnym średniowieczu na terenie obecnej Hiszpanii, korzystając z doświadczeń starożytnych Rzymian i zamieszkujących do VIII wieku tamte tereny Wizygotów, produkowano ceramiczne naczynia. Inspiracji do zdobień dostarczała sztuka starożytnego Egiptu i Mezopotamii, a później także krajów chrześcijańskich, śródziemnomorskich, a później północnoeuropejskich. Wszystkie te wpływy, które w XI wieku spotkały się z kulturą muzułmańską, doprowadziły do powstania nowego rodzaju sztuki, mozaik układanych z małych kawałków ceramicznych płytek, będących wbrew pozorom bardzo spójną mieszanką stylów.

### Początki produkcji w XI wieku
Na początku XI wieku po najeździe przez Maurów na Półwysep Iberyjski pojawiły się nowe technologie wytwarzania i zdobienia ceramiki. Zaczęto stosować szkliwa, które zapewniały odporność na wodę, oraz stanowiły doskonałe podłoże do pokrywania ceramiki kolorem i dekoracyjnymi. Stosowano przezroczyste lub zielonkawe szkliwa na bazie ołowiu pokrywane wzorami oraz metalizowane w podobny sposób jak naczynia z Mezopotamii, Persji czy Egiptu.
Techniki te stały się wkrótce bardzo popularne na Półwyspie Iberyjskim, a na południu obecnej Hiszpanii zaczęły powstawać centra produkcji ceramiki, z których największym była Malaga. Z tego okresu wywodzą się służące do wykładania elewacji płytki o metalicznym, złotym połysku. W XII wieku zbudowano w Sewilli wielki meczet z półkulistą kopułą pokrytą takimi płytkami, oraz wiele innych budynków zdobionych w podobny sposób. Zgodnie z zapiskami arabskiego kartografa Al-Idrisiego podróżującego w 1154 roku do Calatayud, budowle te była obiektem wielkiego podziwu podróżujących przez Sewillę.
W XV wieku na skutek presji chrześcijan przeniesiono wytwórnie metalizowanych płytek z Malagi do położonego dalej na wschód Manises, co przyczyniło się do powstania między oboma miastami strefy, w której działało i działa do dziś większość hiszpańskich wytwórni azulejo.

### Produkcja płytek w XII i XIII wieku
Pierwsze pokryte szkliwem (emaliowane) płytki przeznaczone do pokrywania całych ścian i elewacji nie pojawiły się przed końcem wieku XII. Współcześni specjaliści oceniają, że tendencja ta przywędrowała z Persji wraz z uchodźcami, którzy przybyli do Al-Andalus (Andaluzji) po najeździe Czyngis-chana i rozwinęli ją dopiero w XIV i XV wieku.
Powszechną praktyką na południu Hiszpanii było wykładanie kolorowo zdobionymi płytkami podłóg, oraz lamperii. Ówczesny andaluzyjski kronikarz i kolekcjoner poezji Ibn Said pisał w 1240 roku na temat produkowanych w Andaluzji ceramicznych płytek nazywanych al zuléija (azulejo), które: posiadają wiele kolorów, a przybysze ze wschodu używają ich przybysze ze wschodu do upiększenia swoich mieszkań zamiast kolorowego marmuru.
Na przykładzie pierwszych płytek azulejo mudéjar widać jak zmieniały się dekoracje powierzchni, zdobionych coraz bardziej skomplikowanymi wzorami, arabeskami, misternymi kształtami geometrycznymi, które wymagały mistrzowskiej wręcz dokładności. Przykłady mozaik hiszpańsko-mauretańskich azulejo mudéjar można do dziś podziwiać w dawnej twierdzy mauretańskich kalifów Alhambra w Grenadzie.

### XIV i XV stulecie

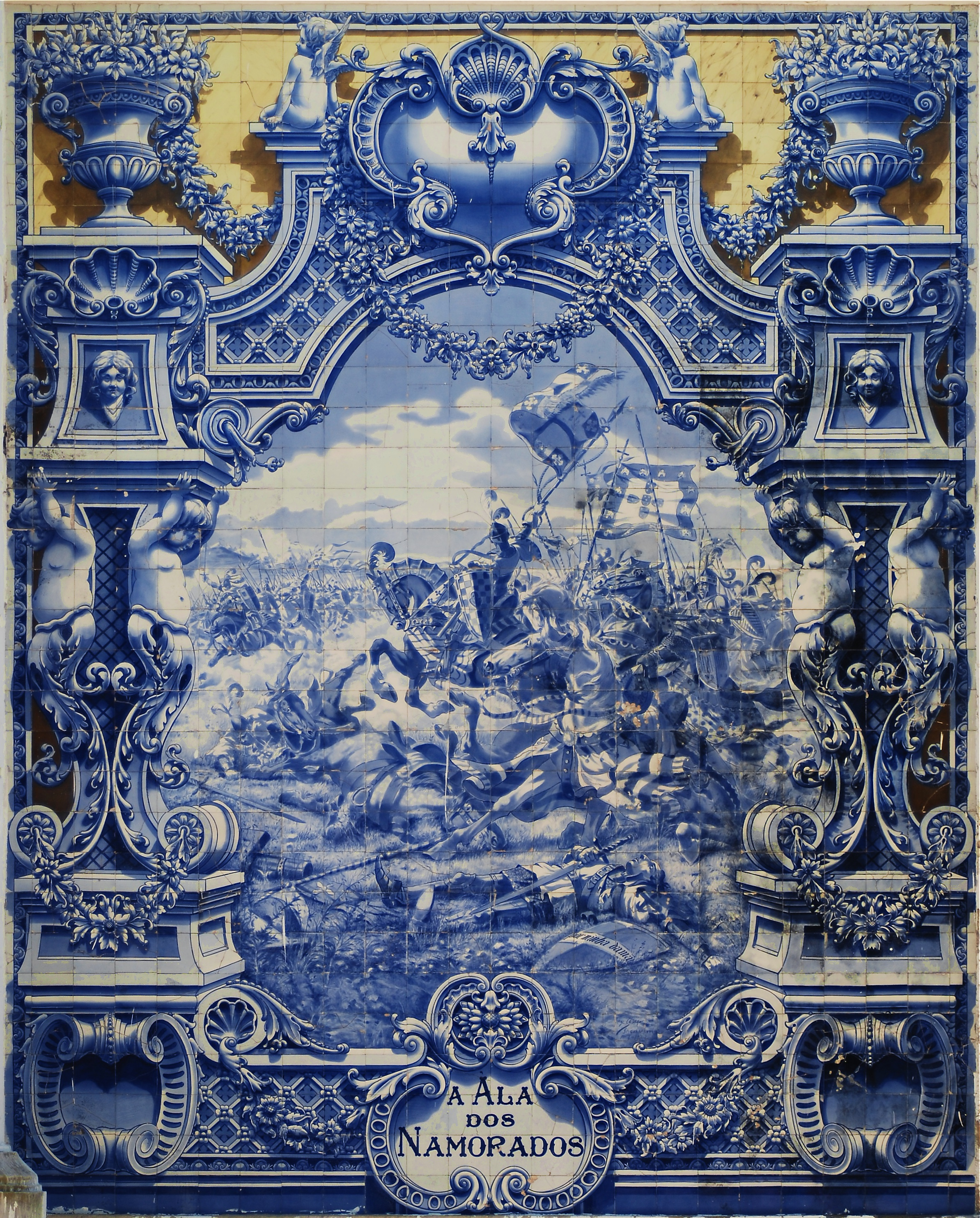
Mozaika z azulejo autorstwa Jorge Colaço, przedstawiająca epizod z czternastowiecznej bitwy pod Aljubarrota, między armiami Portugalii i Kastylii.

W XIV i XV wieku technika produkcji azulejo pozwalała już na uzyskiwanie dowolnych kształtów, a warsztaty produkujące płytki, zatrudniające wykwalifikowanych robotników stanowiły znaczącą część gospodarki Granady. Zaczęto produkować azulejo na eksport, sprzedając je głównie do płacących złotem sułtanatów w Sudanie. W samej Hiszpanii podłogi i lamperie wykładane płytkami azulejo stały się przedmiotem pożądania ludzi wykształconych, arystokratów i wszystkich tych, którzy docenili piękno i wygodę użytkowania pokrytych nimi powierzchni.
W epoce panowania muzułmańskiego strefa wokół Walencji stanowiła ważne skupisko przemysłu ceramicznego. Zręczna polityka handlowa przyczyniła się do rozwinięcia doskonałej sieci dystrybucji azulejo zarówno do muzułmańskich, jak i chrześcijańskich państw położonych w basenie Morza Śródziemnego poprzez ówcześnie najaktywniejszy port śródziemnomorski w Walencji. Produkowane w Manises i Paternal płytki azulejo docierały drogą morska do Republiki Weneckiej i dalej do Ligurii, Egiptu, Syrii, a nawet Turcji.
Prawdopodobnie najważniejszym odbiorcą hiszpańskiego azulejo były jednak Włochy. W latach 1445–1447 Alfons V Aragoński zlecił przyozdobienie podłóg zamku Castel Nuovo w Neapolu płytkami z Manises dekorowanymi własnym herbem. Wybrani w XV wieku pochodzący z Hiszpanii papieże Kalikst III, a później Aleksander VI także zamawiali mozaiki z Manises do dekoracji komnat watykańskich.

### XVI wiek – Sewilla
Po 1500 roku warsztaty z Manises i Granady straciły na znaczeniu na korzyść innych miast, głównie Sewilli i Toledo. Miasta te przodowały w produkcji azulejo nowymi technikami, rozpoczynając wytwarzanie znormalizowanych kwadratowych płytek znacznie łatwiejszych do układania, a przede wszystkim tańszych w produkcji. Ponadto dzięki powtarzalnemu kształtowi wytwarzanie azulejo rozpoczęło się na skalę masową. Kwadratowe płytki wkrótce zaczęły zdobywać rynek hiszpański, później europejski, a także amerykański, głównie ze względu na niższą od azulejo wytwarzanego w Manises cenę.

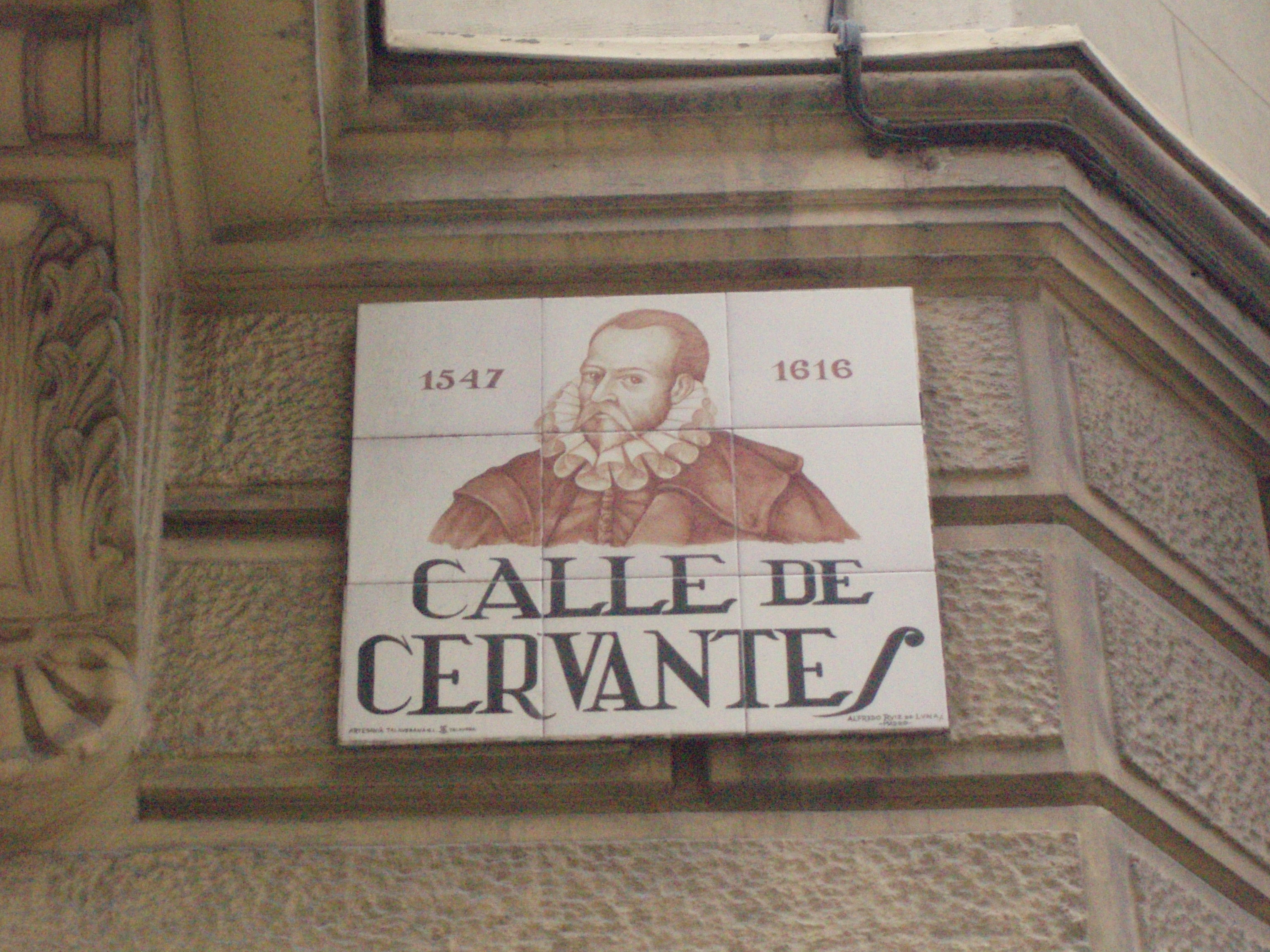
Azulejo z nazwą ulicy w Madrycie (ulica Cervantesa)

Produkowane w tamtym okresie w Sewilli azulejo można obecnie podziwiać w Wielkiej Brytanii, w komnatach Watykanu przyozdobionych płytkami na polecenie papieża Leona X, czy w zamku San Angelo w Rzymie, oraz pałacach w Neapolu i Genui.
Jednym z prekursorów nowych technik był mieszkający w Sewilli Włoch Francisco Niculoso Pisano, który wprowadził modę na mozaiki ścienne (murale) przedstawiające mniej lub bardziej złożone sceny figuralne. Mozaiki takie zamówił do pałacu Alcázar w Sewilli król hiszpański Karol V. Panelami azulejo z powtarzalnymi motywami o tematyce religijnej ozdobiono krużganki, korytarze i klatki schodowe w klasztorach El Escorial i de la Encarnación w Madrycie.
W XVI stuleciu hiszpańsko-mauretańskie techniki ostatecznie zastąpiono włoskimi, uzupełniając wystrój klasztorów El Escorial i de la Encarnación mozaikami z tysięcy płytek produkowanych nowymi sposobami. Autorami tych mozaik byli Cea Bermúdez i Juan Flores, a od 1570 Juan Fernández.
Wpływ na sztukę azulejo, jaki wywarł Francisco Niculoso Pisano, zachował się najdłużej w Talavera de la Reina, gdzie tradycyjne płytki produkowano do początku XVIII wieku.

### Azulejo obecnie
Do czasów współczesnych produkuje się w Hiszpanii pokryte szkliwem dekoracyjne płytki, również mozaiki składające się z od kilku do bardzo wielu elementów. Odejście od tradycyjnych technik na korzyść nowych i wprowadzenie produkcji przemysłowej spowodowało, że dziś termin azulejo jest zdecydowanie mniej popularny w Hiszpanii niż w sąsiedniej Portugalii, gdzie mozaiki azulejo stały się niemalże sztuką narodową.

## Azulejo w Portugalii

### Dziedzictwo islamskie

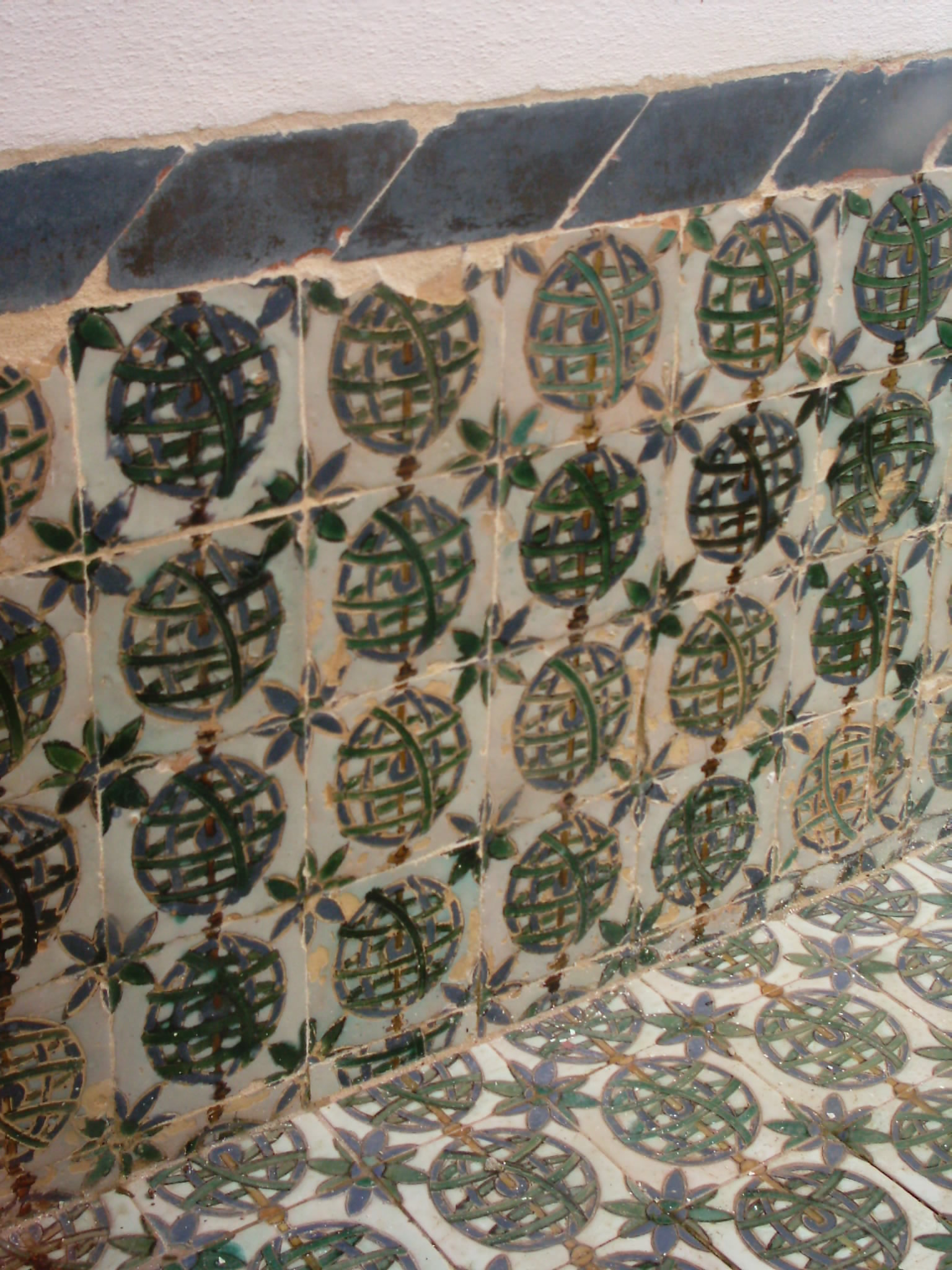
Azulejo z motywem sfery armilarnej w Palácio Nacional.

W 1498 roku król portugalski Manuel I Szczęśliwy odbył podróż do Hiszpanii, gdzie zafascynowały go wnętrza wyłożone mauretańską mozaiką. Po powrocie do kraju zdecydował o wybudowaniu rezydencji podobnej do budynków, które odwiedził w Saragossie, Toledo i Sewilli wprowadzając tym samym mauretańsko-hiszpańską technologię azulejo do Portugalii. Obecnie Pałac Narodowy w Sintrze jest jednym z najwspanialszych przykładów początków stosowania azulejo, importowanych od 1503 z warsztatów w Sewilli (które zaopatrywały głównie południowe Włochy).
Chociaż stare techniki (alicatado, corda-seca, aresta) nadal były stosowane, tak samo jak islamskie tradycyjne i bardzo skomplikowane zdobnictwo złożonymi motywami geometrycznymi, zaczęto wprowadzać także bardziej europejskie motywy roślinne, głównie w stylu gotyckim z silnymi wpływami ówczesnej lokalnej sztuki portugalskiej, która z kolei była prawdopodobnie inspirowana ceramiką della Robbia importowaną z Włoch. Epoka wielkich odkryć geograficznych (1415–1499) dokonywanych głównie przez portugalskich żeglarzy przyczyniła się do rozpowszechnienia (akulturacji) azulejo na świecie. Przykładowym motywem charakterystycznym dla sztuki portugalskiej tamtego okresu jest sfera armilarna, która po raz pierwszy pojawiła się w pałacu w Sintrze, a obecnie znajduje się także na fladze Portugalii jako przypomnienie ekspansji morskiej tego kraju.

### Majolika i początki produkcji azulejo
Majolika, nowa pochodząca z Włoch technika umożliwiająca malowanie bezpośrednio na wierzchniej, szkliwionej stronie płytki, przywędrowała na Półwysep Iberyjski w XV wieku wraz z włoskim artystą Francisco Niculoso. Początkowo niedoceniana, technika ta zyskała na znaczeniu później, zwłaszcza po osiedleniu się włoskich artystów we Flandrii (głównie w Antwerpii) i Francji. Pierwsze hiszpańskie i portugalskie warsztaty zostały założone w połowie XVI wieku przez pochodzących z Flandrii rzemieślników, dając początek rodzimej produkcji płytek dotychczas importowanych z Holandii i Włoch.
Poza techniką produkcji z Włoch przejęto również tematykę renesansową, która z czasem ewoluowała w kierunku manieryzmu ze specyficznym dla artystów flandryjskich stylem graficznym charakteryzującym się bardzo estetycznym i harmonijnym sposobem malowania niemal „muśnięciem pędzla”.
Kompozycje figuralne, w odróżnieniu od odziedziczonych po sztuce islamskiej wzorów geometrycznych, zaczęły pojawiać się już po soborze trydenckim. Przedstawiały one głównie sceny i alegorie religijne, mitologiczne, bitewne i satyryczne wzorowane na zagranicznych miedziorytach. Używano także płytek z rysunkami detali architektonicznych, których zadaniem było stworzenie złudzeń optycznych głębi (trompe-l'oeil – dosłownie mylące oko), oraz całej gamy manierystycznych elementów dekoracyjnych ożywiających tworzonych z portugalskich azulejo obrazów (putti – wieńce, medaliony, trofea, wazy, owoce i kwiaty). Azulejo tamtego okresu stało się konkurencyjnym do malarstwa ściennego środkiem wyrazu wśród ówczesnych mistrzów. Jednymi z najsłynniejszych portugalskich mistrzów stosujących tę technikę byli Marçal de Matos (autor między innymi Adoracji pasterzy mozaiki stworzonej około 1580 roku, znajdującej się w kościele Santo André) i Francisco de Matos (prawdopodobnie bratanek Marçala, twórca między innymi Cudu świętego Rocha w kaplicy świętego Rocha w Lizbonie). Obaj czerpali pomysły z renesansowych i barokowych dzieł malarskich mistrzów flandryjskich i francuskich.

### Wzory geometryczne i przejęcie form z innych kultur

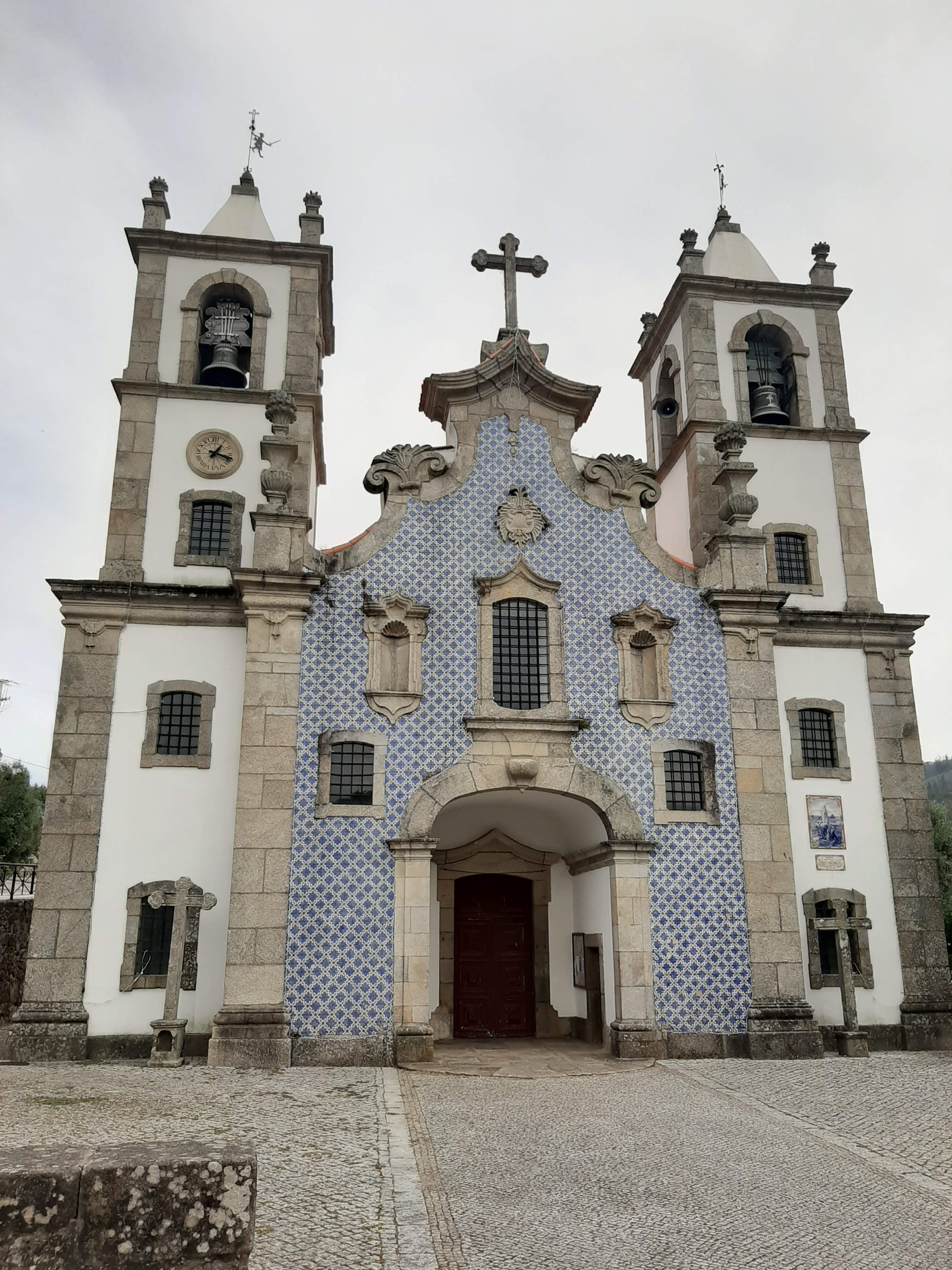
Pokrycie elewacji kościoła Igreja Matriz de Cambra w Vouzela motywem geometrycznym Azulejo enxaquetado

Równolegle opracowano, głównie na życzenie kleru, inny rodzaj dekoracyjnych płytek azulejo, które charakteryzowały się mniejszym nakładem pracy i przez to tańszych w produkcji. Azulejo enxaquetado były używane do pokrywania dużych powierzchni ścian kościołów i klasztorów, gdzie nie było potrzeby dużego zróżnicowania wzorów. Kompozycje te stosowane od XVI do XVII wieku były układane głównie z jednobarwnych płytek w dwukolorowe mozaiki, przeważnie biało-niebieskie lub biało-zielone, w postaci ukośnej siatki. Wprowadzenie płytek typu azulejo de padrão z powtarzalnym wzorem zmniejszyło pracochłonność układania mozaik na rozległych powierzchniach ścian.
Wraz z utratą przez Portugalię suwerenności po śmierci Sebastiana I i wojnie o sukcesję portugalską znacznie zmniejszyło się zapotrzebowanie na bogato zdobione i skomplikowane mozaiki, a popularność zyskały znacznie prostsze i tańsze standardowe płytki azulejo o wzorach inspirowanych indyjskimi i perskimi dywanami z charakterystycznymi ornamentami nazywane azulejo de tapete. Płytki tego typu były barwione w trzech kolorach, niebieskim, żółtym i zielonym, które to zgodnie z portugalskim poczuciem estetyki uważane były za egzotyczne. Zdobienia miały postać złożonych motywów głównie roślinnych ograniczonych ramkami i pasami z motywami religijnymi. Stanowiły one substytut kobierców pokrywających ołtarze i zdobiących wnętrza kościołów oraz klasztorów. W mozaikach tych używano małych paneli (zwanych rejestrami) przedstawiającymi sceny figuralne lub podobizny świętych, wkomponowanych w siatkę utworzoną ze standardowych jednokolorowych płytek.
Pojawiły się również nawiązujące do XVII-wiecznych, mozaiki nazywane grotescos, powstałe na skutek dość krótkotrwałych w Europie wpływów włoskich, które jednak wyraźnie zarysowały się w portugalskiej sztuce wytwarzania azulejo. Zawierały one fantastyczne sceny, burleski, umieszczone w mozaice w sposób chaotyczny, bez kontekstu, ale w postaci bardzo realistycznego szkicu. Pomimo obcej tematyki doskonale oddawały portugalskiego ducha epoki filipińskiej.
Kolejną napływową techniką będącą konsekwencją powielania północnoeuropejskich wzorów, ale o innej rodzimej tematyce jest pochodząca z Flandrii albarrada. Motywy w postaci wazonów z kwiatami zdobyły w Portugalii dużo większą popularność niż w kraju, z którego się wywodzą.

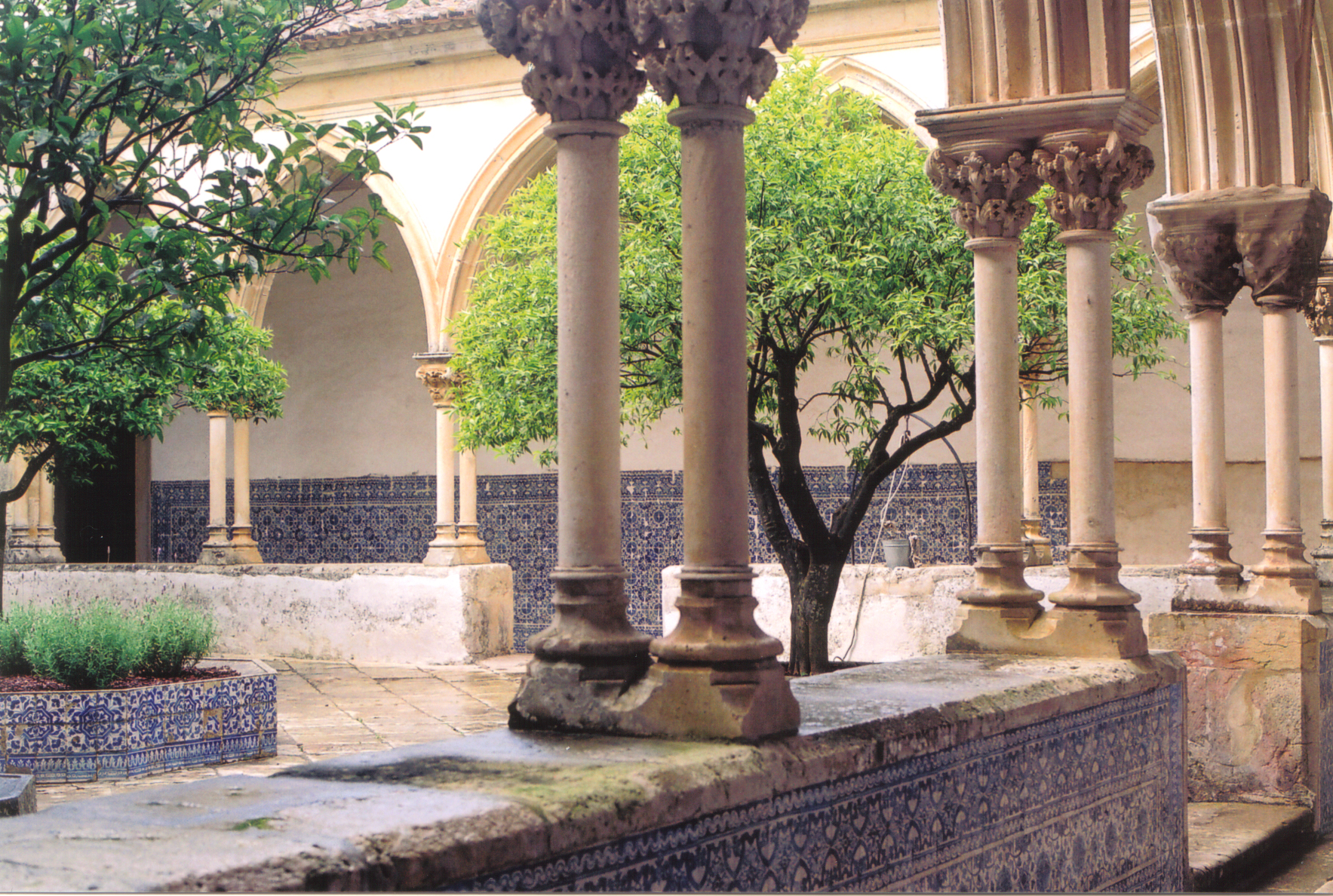
Azulejo de padrão w zespole klasztornym Convento de Cristo zakonu Rycerzy Chrystusa w Tomar

### Przejście doprodukcji masowej
Wraz z odzyskaniem niepodległości w 1640 również szlachta odzyskała swoją pozycję, rozpoczęto budowę wielu pałaców i rezydencji, przez co znacznie wzrosło zapotrzebowanie na płytki azulejo przeznaczone do wykładania wnętrz i ogrodów. W produkowanych ówcześnie płytkach zgodnie z tradycją holenderską ograniczono liczbę kolorów do żółtego, niebieskiego i używanej bardzo oszczędnie zieleni i brązu. Tematem stały się sceny polowań, idylli, oraz charakterystyczne holenderskie sceny tematyczne przedstawiające pięć zmysłów, jako postaci ukazanych w sytuacjach odpowiadających danemu zmysłowi (słuchających muzyki, pijących i jedzących, dotykających się).
W drugiej połowie XVII wieku pojawiły się słynne kompozycje nazywana macacaria (od portugalskiego słowa oznaczającego małpę), przedstawiające przeważnie w dwóch kolorach, żółtym i niebieskim, ubrane w stroje i wykonujące ludzkie czynności małpy. Mozaiki te były ironicznym żartem i formą moralnej karykatury wobec osób promujących i kopiujących obce obyczaje bez zrozumienia ich. Tematyka ta pojawiła się po raz pierwszy w XV wieku, ale dopiero David Teniers, malarz flandryjski, który powrócił do niej w XVII stuleciu, spowodował wzrost jej popularności, która trwała aż do wieku XIX.

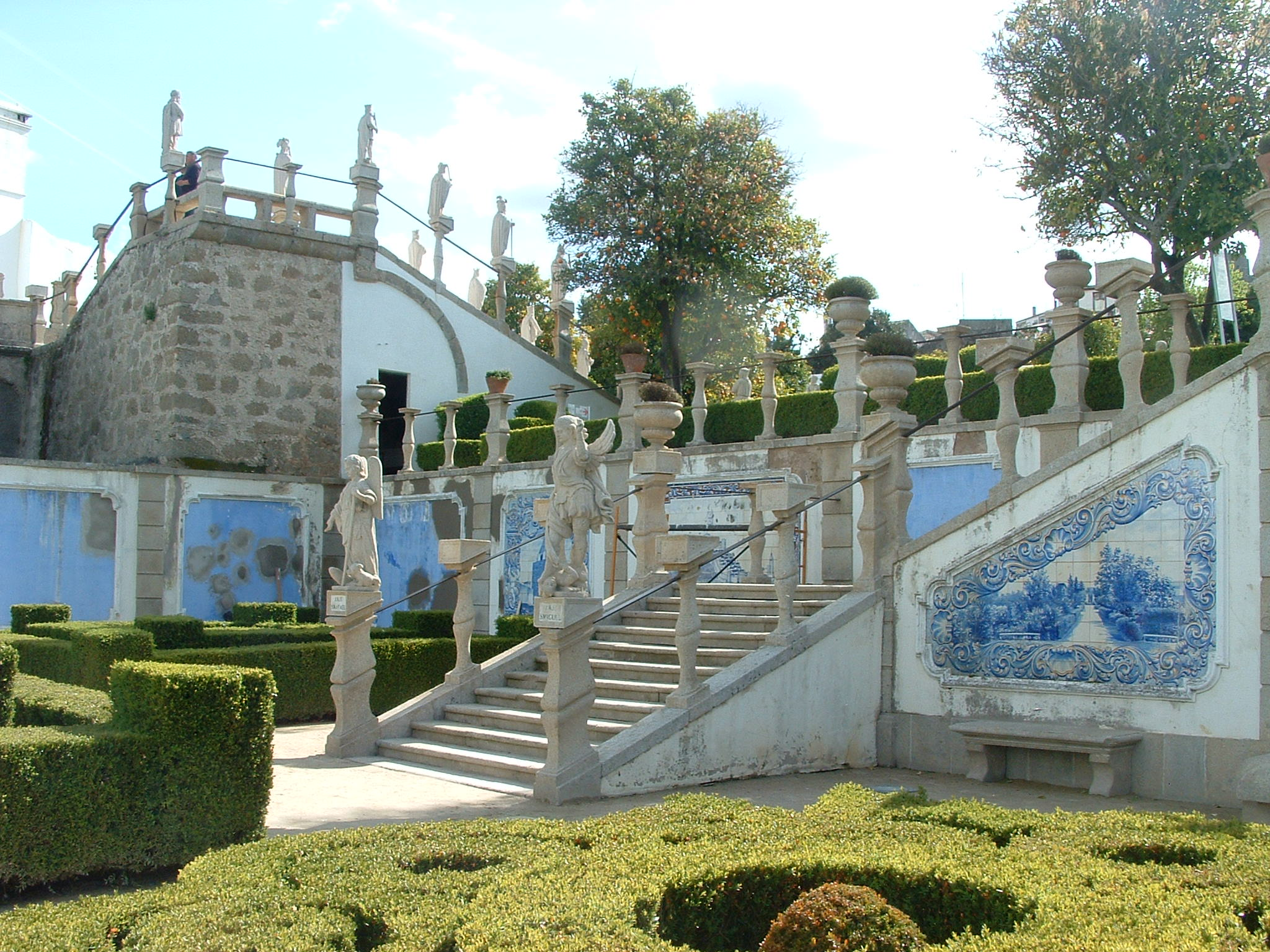
Azulejo w ogrodach Jardim do Paço w Castelo Branco

Pod koniec XVII wieku nastąpiła zmiana kolorystyki azulejo na białą i niebieską. Tendencja ta przywędrowała z Holandii, gdzie rozpoczęto produkcję płytek inspirowanych podobnie zdobioną chińską porcelaną przywożoną drogą morską do Europy, znajdującej uznanie nie tylko wśród Holendrów, którzy pierwsi zaczęli produkować białe i niebieskie płytki, ale i Portugalczyków. Zamiłowanie Holendrów do malowania miniatur (enkele tegels) nie szło jednak w parze z monumentalistycznymi gustami Portugalczyków, którzy preferowali i zamawiali w holenderskich warsztatach duże panele bardziej odpowiadające portugalskiej architekturze. Tematem mozaik były sceny o tematyce religijnej, dworskiej i militarnej. Popularne były również płytki typu figura avulsa przedstawiające niezależną scenę lub kompozycję, układano najczęściej w kuchniach, na klatkach schodowych, także w obiektach sakralnych. Typowym wzorem były motywy zwisającej żywności, złowionych ryb lub upolowanej zwierzyny.
Praca w jednym tylko kolorze, niebieskim, pomijając białą barwę tła, wymagała od artysty o wiele większej koncentracji i precyzji malowania, co jest najbardziej widoczne w pracach twórców holenderskich Willema van der Kloeta i Jana van Oorta. Wytwarzające azulejo warsztaty portugalskie wobec zwiększających się zamówień z kraju szybko poprawiły jakość produkowanych przez siebie płytek, rozwijając własną szkołę malowania, której prekursorem był mieszkający w Portugalii Hiszpan Gabriel del Barco. Pierwsze płytki były słabe technicznie i jakościowo, ale następcy Gabriela del Barco z biegiem czasu rozwinęli sztukę ich malowania do poziomu mistrzostwa, co skutkowało powstaniem w Lizbonie warsztatów rodzimych mistrzów takich jak António Pereira, António Oliveira Bernardes z synem Policarpo de Oliveira Bernardes, Manuel dos Santos i anonimowego twórcy podpisującego się inicjałami P.M.P. W latach 1687–1698 król Portugalii wprowadził całkowity zakaz importu azulejo, którego celem było chronienie produkcji płytek rodzimych artystów.
W drugiej połowie XVIII wieku wzrosło zapotrzebowanie na azulejo, które zaczęła zamawiać również Brazylia, i bogaceniu się państwa za panowania Jana V dzięki eksploatacji brazylijskich kopalni diamentów i złota. Tak wielka liczba zamówień spowodowała znaczny rozwój produkcji azulejo, głównie paneli painéis historiados. Mozaiki tego okresu miały charakter barokowy, przedstawiały sceny rodzajowe obwiedzione ramą o bardzo wybujałym zdobieniu, takim, że zyskiwała ona niemalże wagę głównego tematu obrazu. Najczęściej przedstawiano sceny mitologiczne, biblijne, alegorie, polowania oraz sceny z życia codziennego. Bogactwo ornamentów oraz wykorzystanie ciemnych barw w celu uzyskania złudzenia głębi inspirowane było dziełami ówcześnie tworzących słynnych grafików takich jak Jean Bérain, Claude Audran III, Gilles Marie Oppenord, Nicolas Pineau, Pierre Lepautre i wielu innych. Doprowadziły one do powstania licznych wypukłych i wklęsłych form w kształcie muszli, kwiatów, kartuszy, putti, baldachimów, witających postaci (figura de convite), oraz imitacji konstrukcji architektonicznych takich jak balustrady.
W kościołach płytkami azulejo pokrywano całe powierzchnie łącznie z sufitami, sklepieniami używając ich jako dopełnienia charakterystycznych dla portugalskiego baroku złoconych rzeźb obramowaniami z płytek o pofalowanych powierzchniach.
Do trzęsienia ziemi w 1755 roku najsłynniejszymi twórcami portugalskiego azulejo byli Nicolau de Freitas, Teotónio dos Santos, Valentim de Almeida i Bartolomeu Antunes.

### Epoka rokoko do trzęsienia ziemi w 1755

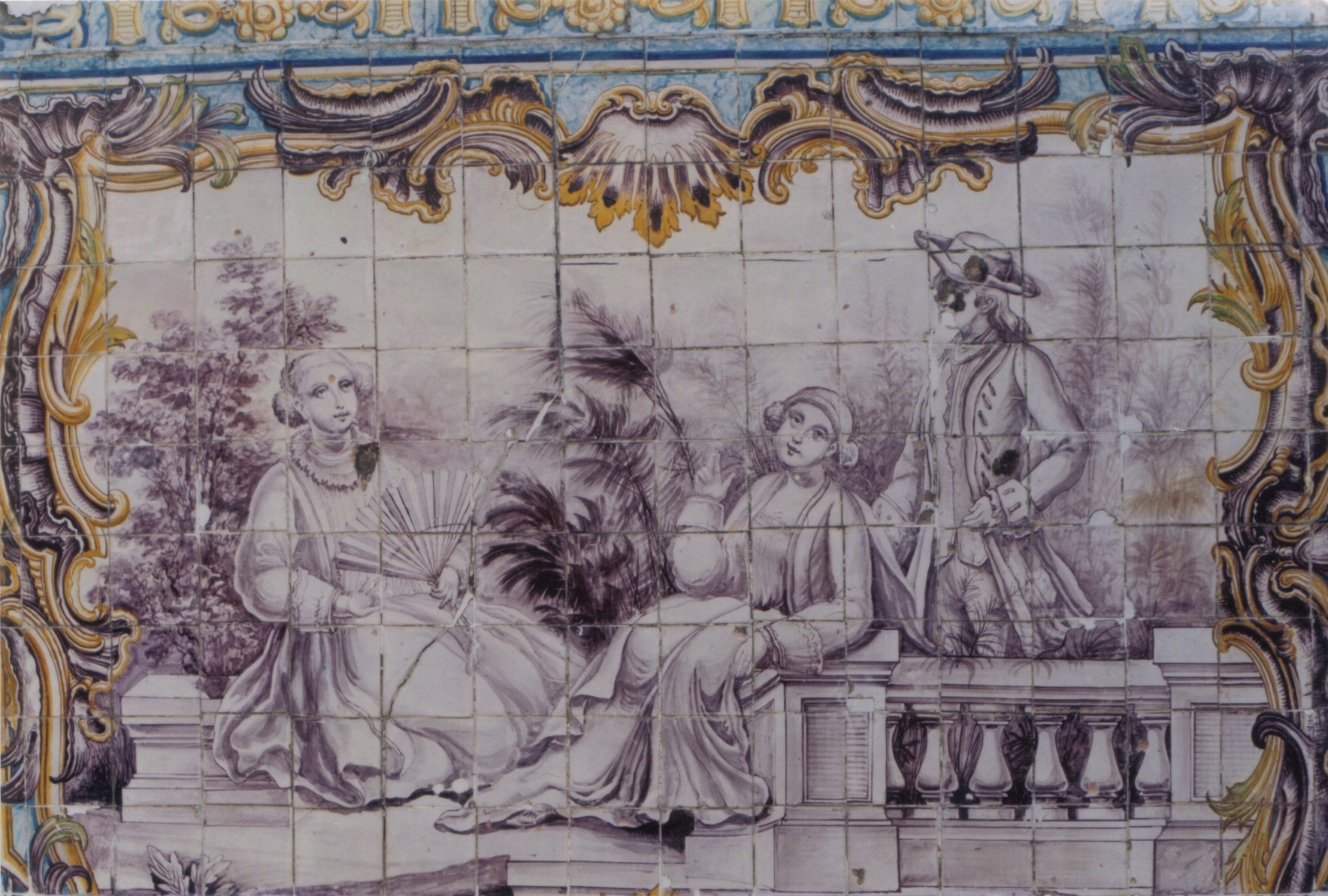
Rokokowy panel w ogrodzie Pałacu Narodowego w Queluz pod Lizboną

W połowie XVIII stulecia rozwinął się we Francji styl rokoko, który wkrótce znalazł swe odbicie także w sztuce zdobienia portugalskich płytek azulejo. Powrócono do wielokolorowych zdobień, początkowo tylko żółtych, zielonych i fioletowych, tę ostatnią barwę wykorzystując później do malowania monochromatycznych scen w centrum kompozycji. Do łask wróciły również bogate zdobienia, ornamenty wzorowane na rzeźbach tworzącego ówcześnie Gideona Sainta. Wcześniej grube i bogate obramowania przedstawianych scen znacznie straciły na swej objętości, stając się asymetrycznymi, przedstawiającymi kwiaty oraz zwoje pergaminu. Grafiki Jeana Antoine’a Watteau dyktowały tematykę przedstawianych scen, które otaczano misternie i bogato zdobionymi obramowaniami.
Niespodziewane trzęsienie ziemi w 1755 roku spowodowało konieczność odbudowy Lizbony i powrót do produkcji standardowych płytek azulejo (azulejo de padrão), tańszych i prostszych w układaniu. Konieczność układania na fasadach odbudowywanych budynków bardzo dużej ilości prostych i mniej zdobnych płytek doprowadziła do powstania bardzo prostych w montażu paneli (rejestrów) przedstawiających zazwyczaj świętego, patrona mającego chronić dom od katastrof naturalnych, które umieszczano najczęściej jako jedyne ozdoby na szczytach fasad domów lub we fryzach okien i drzwi. Ten typ azulejo jest nazywany potocznie azulejo pombalino od portugalskiego polityka Sebastião José de Carvalho e Melo. znanego bardziej jako Markiz de Pombal, który kierował odbudową Lizbony po trzęsieniu, nadając jej nowy klasycystyczny, mniej dekoracyjny niż poprzednie, styl architektoniczny.

### Wpływy brazylijskie na współczesne azulejo

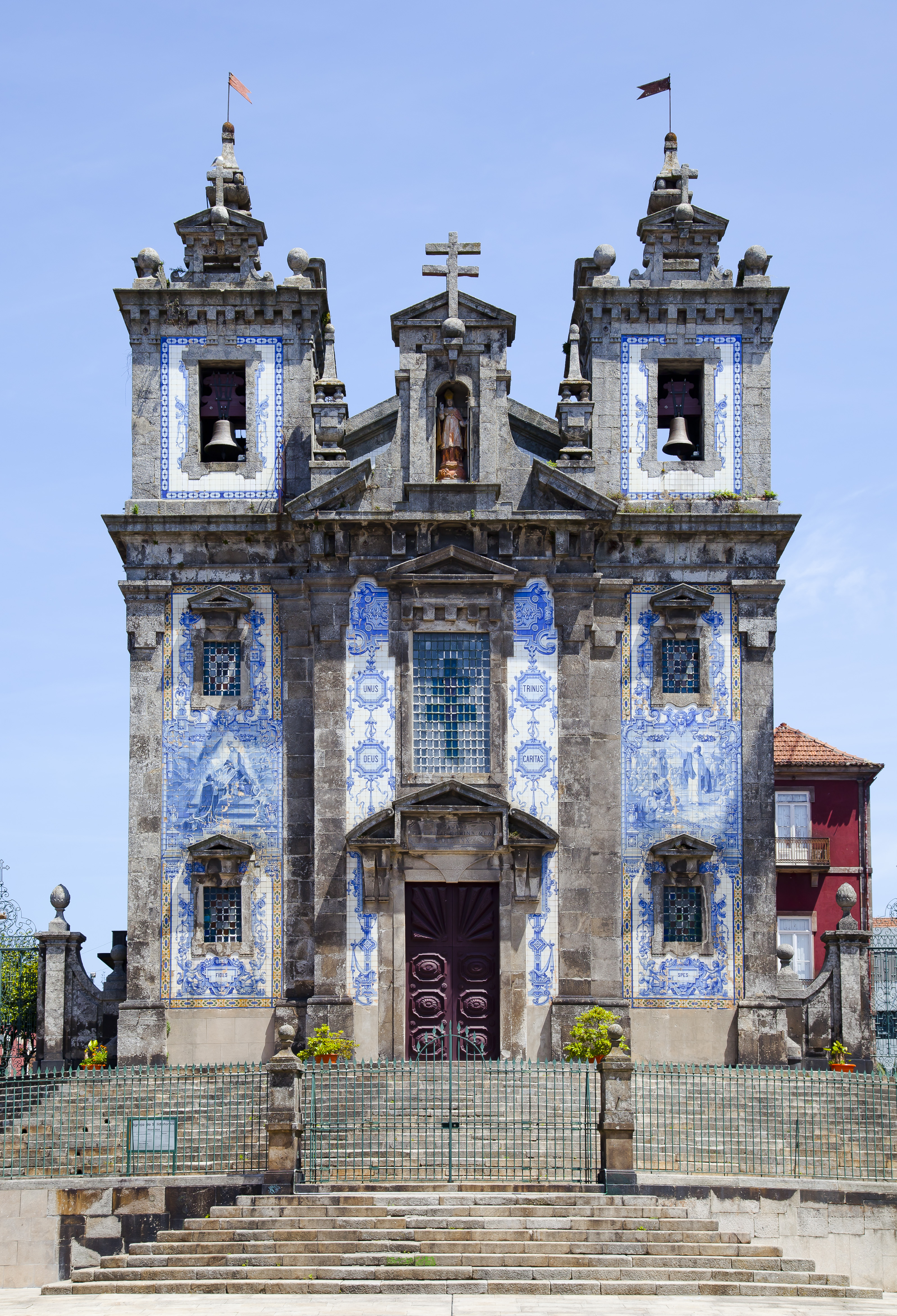
Kościół Santo Ildefonso w Porto z fasadą pokrytą azulejo autorstwa Jorge Colaço

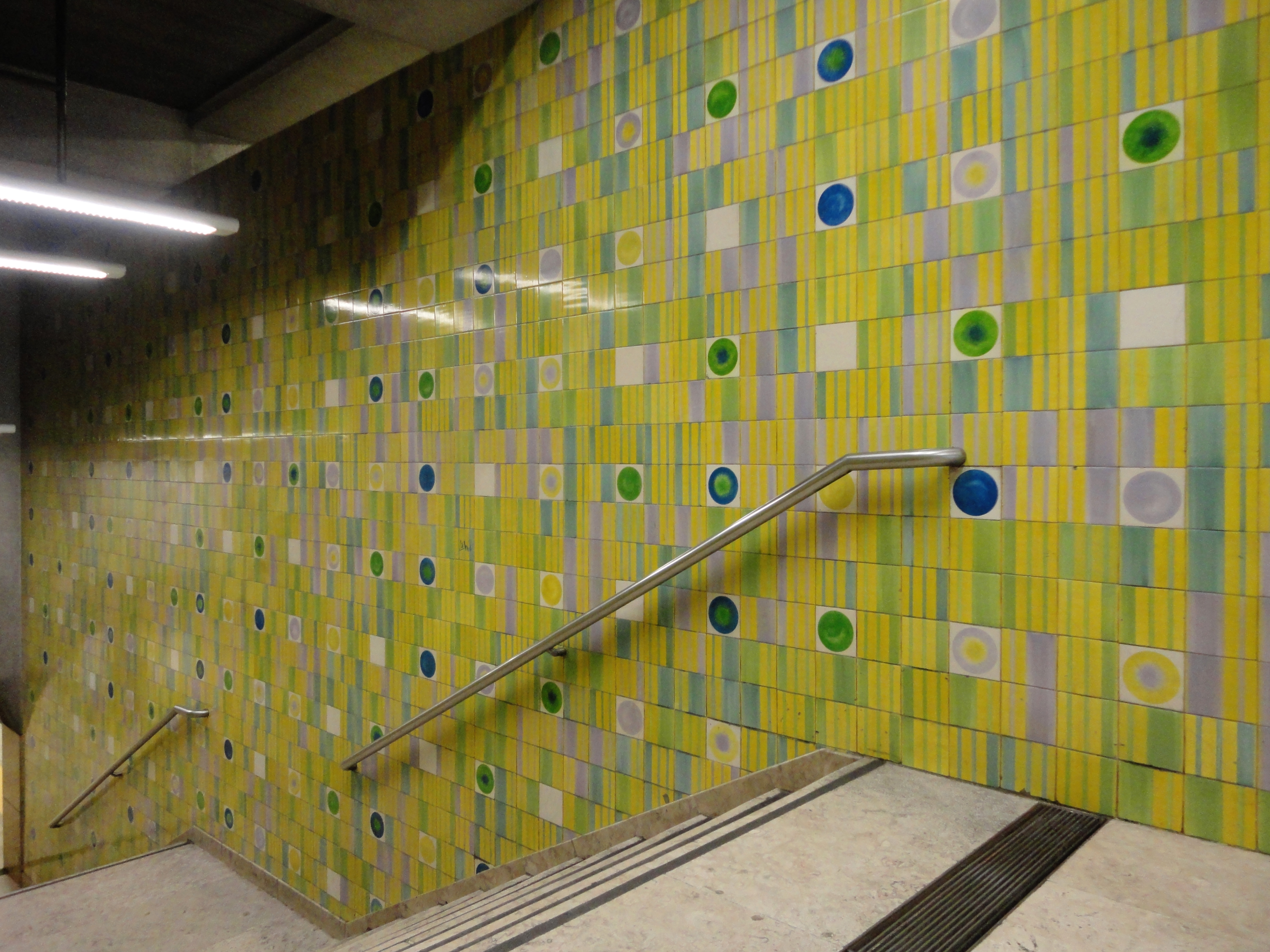
Sztuka azulejo w metrze w Lizbonie, autorka Maria Keil, 1971

Na skutek inwazji francuskiej w 1807 Portugalia przerwała eksport do Brazylii, co spowodowało znaczny spadek produkcji azulejo. Równolegle Brazylia rozpoczęła własną produkcję azulejo, a do końca XIX stulecia zaobserwowano znaczący wzrost zainteresowania płytkami, zwłaszcza w północnej części kraju gdzie wykładano nimi całe fasady domów. Tendencja ta była podyktowana głównie względami praktycznymi, gdyż znajdujące się w strefie klimatu równikowego budynki były narażone na długotrwałe deszcze, przed którymi chroniła wodoodporna powierzchnia płytek, jednocześnie odbijając intensywne promieniowanie słoneczne, zapobiegając nagrzewaniu się ścian i pozwalając zachować niższą temperaturę wewnątrz. Początkowo produkowano azulejo tylko w kolorze białym, by wkrótce wprowadzić proste w formie mozaiki dwukolorowe.
Wraz ze spadkiem dostaw azulejo z Portugalii rozpoczęto import płytek z Anglii, Francji i Holandii. Okazało się jednak, że tamtejsze wzornictwo nie trafiało w gusta Brazylijczyków, dlatego wkrótce odrodził się import płytek portugalskich.
Po zakończeniu okupacji francuskiej rozpoczęła się fala powrotów z Brazylii obywateli portugalskich. Wraz z powracającymi Portugalczykami przywędrowały nowe brazylijskie trendy w produkcji azulejo, które wkrótce znalazły swe odbicie także w twórczości rodzimej, głównie w rejonie miasta Porto. Tu również zaczęto pokrywać, produkowanym już przemysłowo azulejo, całe powierzchnie ścian domów, co z jednej strony było postrzegane jako pozbawianie mieszkań przytulnej atmosfery przez stosowanie gładkich i zimnych powierzchni i nazywania ich ceramicznymi domami, z drugiej zaś jako łatwy i tani sposób podniesienia estetyki ścian zewnętrznych.
Wraz z nastaniem w Portugalii epoki romantyzmu pojawiły się nowe trendy w produkcji azulejo, najbardziej widoczne w pracach Luísa Ferreiry, łączącego nowe techniki z tematyką poprzednich epok, oraz Jorge Colaço tworzącym w nurcie historyzmu.
Na przełomie wieków XIX i XX pojawiły się secesjne azulejo tworzone przez takich artystów jak Rafael Bordalo Pinheiro, Júlio César da Silva i José António Jorge Pinto. W 1885 Rafael Bordalo Pinheiro założył fabrykę ceramiki w Caldas da Rainha, gdzie stworzył wiele wzorów płytek, z których miasto jest znane do dziś. W fabryce znajdowało się muzeum São Rafael z pracami właściciela fabryki, takich jak panele z motywami dekoracyjnymi czy satyrycznymi.
W latach 30. pojawiły się pierwsze azulejo w stylu art déco autorstwa António Costy. Monumentalne mozaiki autorstwa Jorge Colaço składające się z ponad 20 tysięcy elementów ozdobiły stację metra São Bento w Porto. Mają one postać historycznej sceny, niemal obrazu-pocztówki i są jednymi z najbardziej godnych uwagi mozaik azulejo stworzonych w XX wieku. Fasady kościołów Santo Ildefonso i Congregados dodatkowo potwietrzają mistrzostwo Jorge Colaço. Inni tworzący w Porto w tym okresie artyści to Mário Branco i Silvestre Silvestri, autorzy wykonanej w 1912 mozaiki na bocznej ścianie kościoła Carmo i Eduardo Leite twórca imitującego XVIII-wieczny styl wystroju kaplicy Almas.
Kolejni wiodący ówcześnie artyści to Jorge Nicholson Moore Barradas, Jorge Martins, Menez i Paula Rego. Maria Keil w ciągu 25 lat (1957–1982) zaprojektowała 19 abstrakcyjnych mozaik zdobiących stacje metra w Lizbonie. Dzięki jej pracom sztuka azulejo stała się na powrót popularna w Portugalii, a jej praca na stacji Intendente jest uważana za arcydzieło sztuki współczesnej. W 1988 zlecono dekorację nowych stacji metra kolejnym artystom: Júlio Pomar (stacja Alto dos Moinhos), Maria Helena Vieira da Silva (stacja Cidade Universitária), Rolando Sá Nogueira (stacja Laranjeiras) i Manuel Cargaleiro (stacja Colégio Militar).
Biorąc pod uwagę różnorodną tematykę portugalskich mozaik i dbałość o szczegóły przedstawianych scen, stanowią one jedno z najoryginalniejszych dóbr kultury Portugalii, będąc jednocześnie zapisem nie tylko wydarzeń historycznych, ale także upodobań i gustu ludzi żyjących na przestrzeni pięciu wieków.